# Raymond Ahlgren
Carl-Edvard Raymond Ahlgren, ursprungligen Paredes Ahlgren, född 6 maj 1967, är en svensk föreläsare, kursledare och coach inom ledarskap och personlig utveckling. Han har en bakgrund som reklamare, entreprenör och föreläsare.
Som gudson till president Salvador Allende tvingades Raymond Ahlgren 1973 fly från Chile med sin svenska mor och en bror; fadern var då mördad av juntan, och en syster var död. Han hade en svår uppväxt i Sverige och började missbruka alkohol och droger som ung. 
År 1996 startade Ahlgren Sveriges första kommersiella seriesystem för innebandy, Svenska Innebandy Ligan. Företaget såldes i juli 2001. Efter drygt 20 års missbruk och ett liv fyllt av arbete, stress och jakt på bekräftelse började han istället arbeta på sin egen personliga utveckling. 
Raymond Ahlgren har varit värd för radioprogrammet Sommar i P1 2001 och 2008 samt blivit porträtterad i dokumentären "I faderns namn" i Sveriges Television. I "Hur många gånger kan man döda en man?", utgiven 2001 av bokförlaget Forum (Bokförlaget DN), berättar han om faderns död efter Allende-regeringens fall. Boken har även utkommit på spanska.
Dokumentärfilmen "I faderns namn" i SVT handlar om hans resa tillbaka till Chile för att söka sanningen om sin fars död.
Han är också medförfattare till boken "Allt börjar med EN!". Idag föreläser han om ledarskap, gruppsamarbete och personlig utveckling och ger ut onlinekurser samt anordnar seminarier och workshops.
Han deltog i Robinson 2020 på TV4.